# Schloss Mahlitz

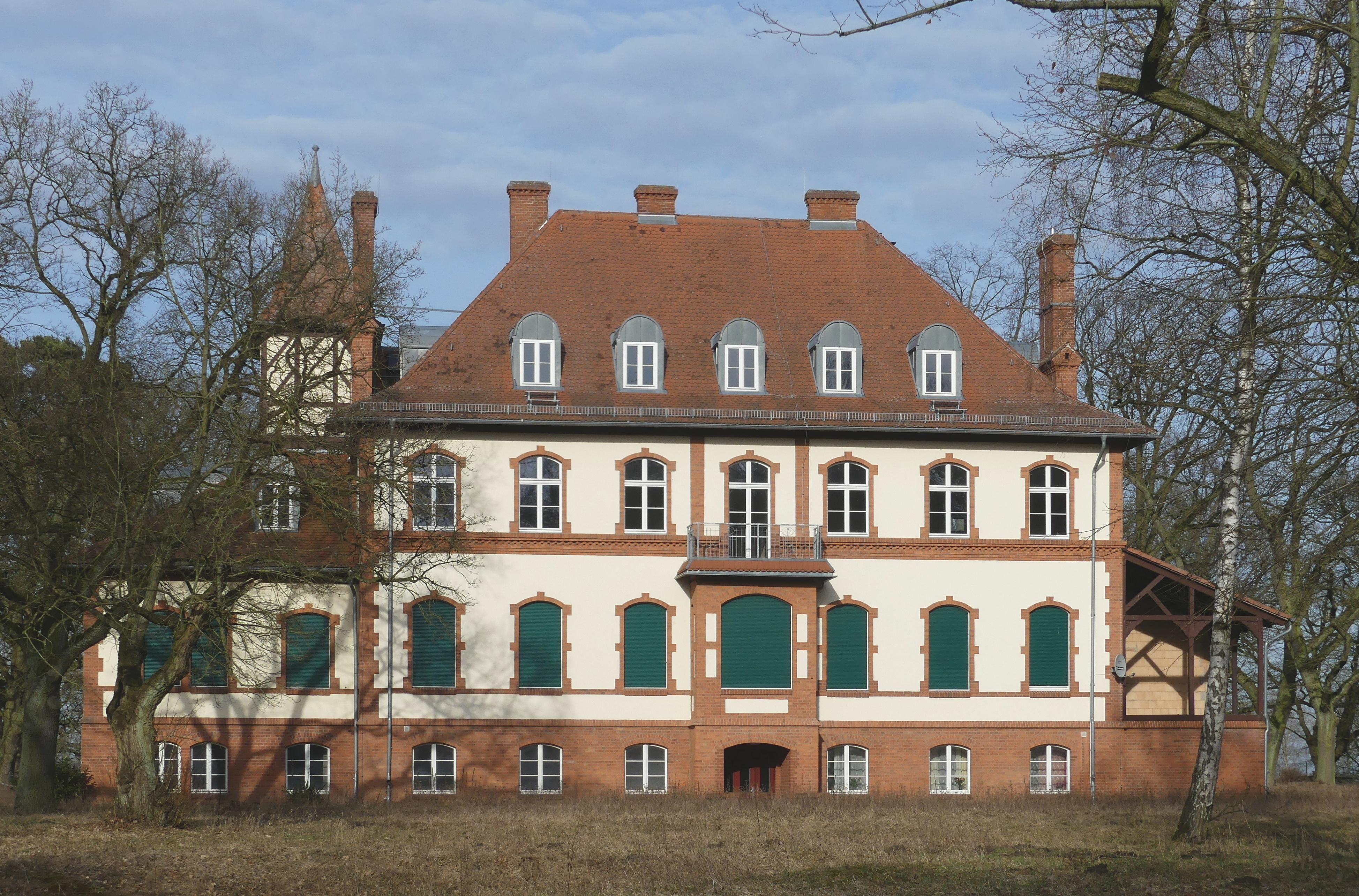
Schloss Mahlitz, 2018

Schloss Mahlitz, auch Gutshaus Mahlitz genannt, ist ein Schloss in Sachsen-Anhalt, das etwa 7 km von der Gemeinde Schollene entfernt im Ortsteil Mahlitz liegt. 

## Geschichte
Schloss und das Gut sind vermutlich wendischen Ursprungs und wurden schon 948 als Malici erwähnt. Im 12. Jahrhundert hieß es Malicin. Im 14. Jahrhundert wurden Ort und Gut Mahlitz „wüst“. 
Das Schloss überstand den Dreißigjährigen Krieg ohne Schaden.
1872 gehörte Mahlitz einem Major Rudolf von Katte. Es war ein zu Wust gehörendes Vorwerk. Nach einem Ausbau wurde das Rittergut Gerichtsort. Kuno von Katte, der Sohn des Majors Rudolf von Katte übernahm die Geschäfte des Schlosses mit dem dazugehörigen 1.000 ha großen Gut. Das Gutshaus wurde 1889 in historistischen Formen im Stil eines Jagdschlosses errichtet. Das Gut bestand bis zum Ende des Zweiten Weltkrieges und wurde dann durch Bodenreform in der Sowjetischen Besatzungszone aufgeteilt. Die einstigen Besitzer mussten fliehen bzw. die verordneten Bannmeilen einhalten. 
Das Schloss wurde von 1946 bis zum Jahr 2003 zu Wohnzwecken durch die Gemeinde Schollene genutzt. Heute gehört es dem Tangermünder Kaufmann Thomas Sturm, der es restaurierte. Derzeit steht es zum Verkauf. Im Park befindet sich die Grabstätte derer von Katte.

## Inschrift
Eine Inschrift über dem Eingang lautet: Ich und mein Haus, wir wollen dem Herren dienen.